# Eurycletodes latus
Eurycletodes latus är en kräftdjursart som först beskrevs av T. Scott 1892.  Eurycletodes latus ingår i släktet Eurycletodes och familjen Argestidae. Inga underarter finns listade i Catalogue of Life.